# J1953−1019
J1953−1019 est un système triple hiérarchique de naines blanches situé à environ 130 parsecs (environ 420 années-lumière) de la Terre dans la constellation de l'Aigle. C'est le premier système triple de naines blanches à être résolu. Les trois naines blanches ont une atmosphère de pur hydrogène (DA) et une masse d'environ 0,6 fois celle du Soleil. L'âge de refroidissement est estimée à entre 40 et 290 millions d'années. Les trois étoiles proviendraient chacune d'une étoile qui avait une masse entre 1,6 et 2,6 fois celle du Soleil.

## Situation
Le système est situé à environ 130 parsecs (environ 420 années-lumière) de la Terre.

## Structure
Le système est constitué d'une paire centrale, J1953−1019 BC, et d'un compagnon éloigné, J1953−1019 A
.

### La paire centrale
La paire centrale a une séparation estimée à 303,25 ± 0,01 unités astronomiques.

#### J1953−1019 B
J1953−1019 B, correspond à la source Gaia DR2 4190499986125543168.

#### J1953−1019 C
J1953−1019 C, correspond à la source Gaia DR2 4190499986125543296.

### Le compagnon éloigné,J1953−1019 A
Le compagnon éloigné, J1953−1019 A, correspond à la source Gaia DR2 4190500054845023488.
Le compagnon externe est situé à 6 398,97 ± 0,09 unités astronomiques du centre de masse de la paire centrale.

## Âge et évolution
L'âge de refroidissement trouvé par M. Perpinyà-Vallès et ses collaborateurs pour les trois naines blanches est cohérent, avec une valeur estimée à entre 40 et 290 millions d'années. Les trois étoiles proviendraient chacune d'une étoile qui avait une masse entre 1,6 et 2,6 fois celle du Soleil.
Selon M. Perpinyà-Vallès et ses collègues, une collision entre les deux naines blanches internes du fait d'oscillations Lidov-Kozai est peu probable. Cependant, si cette collision survenait, elle pourrait produire une supernova de type Ia en deçà de la masse de Chandrasekhar.